# Distinguished Service Order
La Distinguished Service Order (DSO) è una decorazione militare del Regno Unito e del Commonwealth assegnata agli ufficiali delle forze armate distintisi durante il servizio in tempo di guerra.

## Storia
Il Distinguished Service Order venne istituito il 6 settembre 1886 dalla regina Vittoria d'Inghilterra con decreto reale pubblicato sulla London Gazette il 9 novembre.  La prima concessione avvenne il 25 novembre 1886.  L'Ordine viene tipicamente concesso ai militari col rango di maggiore o superiori, ma in caso di speciale valore può essere concesso anche agli ufficiali più giovani. Durante la prima guerra mondiale vennero concesse 8.981 medaglie di questa onorificenza.
L'idea dell'Ordine era appunto quella di premiare quanti si fossero particolarmente distinti nel combattimento contro i nemici del Regno Unito con un servizio meritevole, anche se nelle circostanze belliche del 1914-1916 l'onorificenza venne in molti casi concessa anche agli ufficiali di stato maggiore ed al personale non direttamente coinvolto nel conflitto, fatto che causò il risentimento di molti ufficiali al fronte. Dal 1942 l'onorificenza venne estesa agli ufficiali della marina mercantile inglese per atti di valore sotto attacco nemico.
Dal 1993 l'ordine viene prevalentemente concesso agli ufficiali per lungo comando e perciò è stata creata una barretta dorata da apporre sul nastro della medaglia per quanti abbiano meritato l'onorificenza combattendo.

## Descrizione

Il Maggiore Marie-Edmond Paul Garneau, del Royal 22^{e} Régiment, con il Distinguished Service Order concessogli per "atti di valore e per servizio lodevole nell'attacco combinato di Dieppe". La fotografia venne scattata a Buckingham Palace nel 1942.

- La medaglia è una croce in oro smaltata di bianco e bordata d'oro. Al centro si trova un campo rosso sormontato dalla corona imperiale in oro, il tutto circondato da due rami di alloro smaltato di verde.[4] Sul retro si trovano le cifre reali del sovrano concedente in oro su sfondo rosso, il tutto sempre circondato da una corona d'alloro. La medaglia può essere sostenuta al nastro tramite una barretta in oro decorata con foglie d'alloro che identifica quanti abbiano ricevuto l'onorificenza in combattimento.[6]
- Il nastro è rosso bordato di blu ai lati. Nella versione di barretta da petto, esso può essere completato da un numero variabile di rose inglesi bianche come segue: nessuna rosa (1 conferimento), 1 rosa (2 conferimenti), 2 rose (3 conferimenti), 3 rose (4 conferimenti e oltre).

| Nastri          |                 |                 |                         |
| 1° conferimento | 2° conferimento | 3° conferimento | 4° conferimento e oltre |

## Insigniti notabili
- William George Barker
- Wilfred R. Bion
- Archibald Walter Buckle
- Frederick Russell Burnham
- John Frederick Boyce Combe
- William Robert Aufrere Dawson
- Moshe Dayan
- Basil Embry
- Edward Evans
- Bernard Freyberg
- Edward Albert Gibbs
- Arnold Jackson
- Douglas Kendrew
- Robert De La Rouchefoucauld
- Frederick William Lumsden
- Paddy Mayne
- Sir Richard George Onslow
- Alastair Pearson
- Luigi Rizzo
- Angelo Rodinò
- James Brian Tait
- Frederic John Walker
- Orde Charles Wingate
- Thomas Edward Lawrence (Lawrence d'Arabia)

## Nella cultura di massa
- Nel videogioco The Lost Files of Sherlock Holmes: the Case of the Rose Tattoo, la regina Vittoria concede a Sherlock Holmes un Distinguished Service Order, specificando però che, per ragioni di sicurezza di Stato, l'onorificenza deve rimanere segreta.